# Passerelle himalayenne
Ne doit pas être confondu avec Pont de singe.

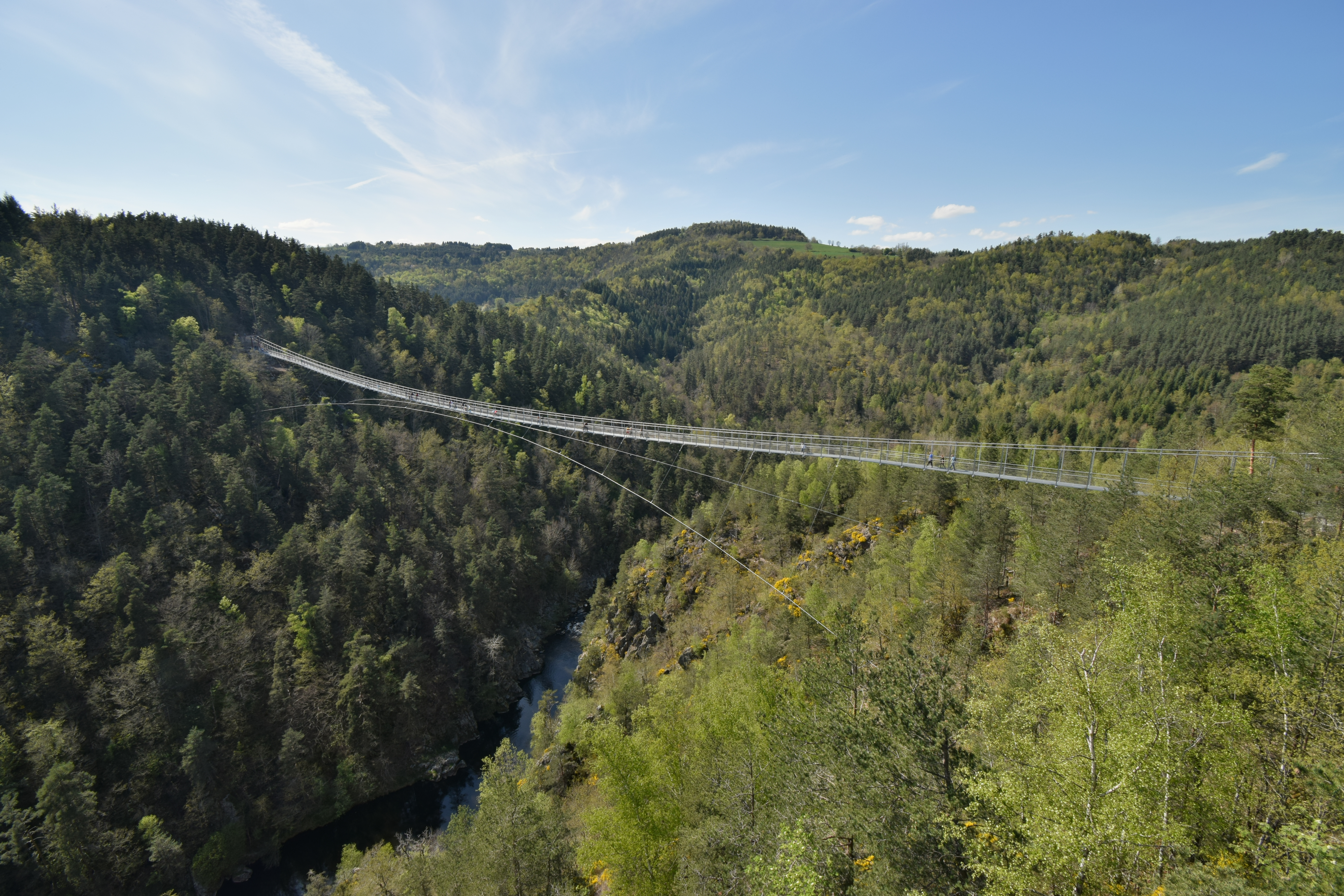
La passerelle himalayenne des gorges du Lignon en France.

Une passerelle himalayenne est un type de passerelle, un pont léger piéton, qui se distingue d'une passerelle traditionnelle par sa structure suspendue et son implantation en pleine nature. Bien qu'elle puisse constituer une attraction touristique en soi, un tel pont vise en premier lieu à permettre le déplacement des populations locales ainsi que des randonneurs.